# Псалом 29
Псалом 29 (у масоретській нумерації — 30) — 29-й псалом Книги псалмів. Цей псалом подячним псалмом традиційно приписується Давидові з нагоди освячення його дому.

## Текст
| Вірш | Гебрейська мова                                        | Давньогрецька мова (Септуаґінта)                                                                                         | Латинська мова (Вульгата)                                                                                                  | Українська мова (Переклад Хоменка)                                                                                      |
| ---- | ------------------------------------------------------ | --- | --- | --- |
| 1    | מִזְמוֹר: שִׁיר-חֲנֻכַּת הַבַּיִת לְדָוִד                              | Εἰς τὸ τέλος· ψαλμὸς ᾠδῆς τοῦ ἐγκαινισμοῦ τοῦ οἴκου· τῷ Δαυιδ.                                                           | [Psalmus cantici in dedicatione domus David]                                                                               | Псалом. Пісня на посвяту храму. Давида.                                                                                 |
| 2    | אֲרוֹמִמְךָ יְהוָה, כִּי דִלִּיתָנִי; וְלֹא-שִׂמַּחְתָּ אֹיְבַי לִי               | ῾Υψώσω σε, κύριε, ὅτι ὑπέλαβές με καὶ οὐκ ηὔφρανας τοὺς ἐχθρούς μου ἐπ᾽ ἐμέ.                                             | Exaltabo te Domine quoniam suscepisti me nec delectasti inimicos meos super me                                             | Вознесу тебе, о Господи, бо ти мене визволив і не дав ворогам моїм злорадіти надо мною.                                 |
| 3    | יְהוָה אֱלֹהָי-- שִׁוַּעְתִּי אֵלֶיךָ, וַתִּרְפָּאֵנִי                        | ύριε ὁ θεός μου, ἐκέκραξα πρὸς σέ, καὶ ἰάσω με·                                                                          | Domine Deus meus clamavi ad te et sanasti me                                                                               | Господи, Боже мій, я візвав до тебе, і ти вилікував мене.                                                               |
| 4    | יְהוָה--הֶעֱלִיתָ מִן-שְׁאוֹל נַפְשִׁי; חִיִּיתַנִי, מיורדי- (מִיָּרְדִי-) בוֹר | κύριε, ἀνήγαγες ἐξ ᾅδου τὴν ψυχήν μου, ἔσωσάς με ἀπὸ τῶν καταβαινόντων εἰς λάκκον.                                       | Domine eduxisti ab inferno animam meam salvasti me a descendentibus in lacum                                               | Господи, ти вивів із Шеолу мою душу і оживив мене з-поміж тих, що сходять в яму.                                        |
| 5    | זַמְּרוּ לַיהוָה חֲסִידָיו; וְהוֹדוּ, לְזֵכֶר קָדְשׁוֹ                    | ψάλατε τῷ κυρίῳ, οἱ ὅσιοι αὐτοῦ, καὶ ἐξομολογεῖσθε τῇ μνήμῃ τῆς ἁγιωσύνης αὐτοῦ·                                         | Psallite Domino sancti eius et confitemini memoriae sanctitatis eius                                                       | Співайте в псалмах Господеві, ви, його побожні, і дякуйте імені його святому!                                           |
| 6    | כִּי רֶגַע, בְּאַפּוֹ-- חַיִּים בִּרְצוֹנוֹ:בָּעֶרֶב, יָלִין בֶּכִי; וְלַבֹּקֶר רִנָּה   | ὅτι ὀργὴ ἐν τῷ θυμῷ αὐτοῦ, καὶ ζωὴ ἐν τῷ θελήματι αὐτοῦ· τὸ ἑσπέρας αὐλισθήσεται κλαυθμὸς καὶ εἰς τὸ πρωὶ ἀγαλλίασις.    | Quoniam ira in indignatione eius et vita in voluntate eius ad vesperum demorabitur fletus et ad matutinum laetitia         | Бо на хвилину гнів його, ласка ж його — поки життя. Увечорі плач завітає, а вранці радість.                             |
| 7    | וַאֲנִי, אָמַרְתִּי בְשַׁלְוִי-- בַּל-אֶמּוֹט לְעוֹלָם                      | ἐγὼ δὲ εἶπα ἐν τῇ εὐθηνίᾳ μου Οὐ μὴ σαλευθῶ εἰς τὸν αἰῶνα.                                                               | Ego autem dixi in abundantia mea non movebor in aeternum                                                                   | У моїй певності я мовив: «Не захитаюся повіки!»                                                                         |
| 8    | יְהוָה-- בִּרְצוֹנְךָ, הֶעֱמַדְתָּה לְהַרְרִי-עֹז:הִסְתַּרְתָּ פָנֶיךָ; הָיִיתִי נִבְהָל  | κύριε, ἐν τῷ θελήματί σου παρέσχου τῷ κάλλει μου δύναμιν· ἀπέστρεψας δὲ τὸ πρόσωπόν σου, καὶ ἐγενήθην τεταραγμένος.      | Domine in voluntate tua praestitisti decori meo virtutem avertisti faciem tuam et factus sum conturbatus                   | Господи, з ласки твоєї утвердив ти мене в славі й потузі; сховав твоє обличчя, і я стривоживсь.                         |
| 9    | אֵלֶיךָ יְהוָה אֶקְרָא; וְאֶל-אֲדֹנָי, אֶתְחַנָּן                        | πρὸς σέ, κύριε, κεκράξομαι καὶ πρὸς τὸν θεόν μου δεηθήσομαι                                                              | Ad te Domine clamabo et ad Deum meum deprecabor                                                                            | До тебе, Господи, взиваю; до мого Бога я благаю:                                                                        |
| 10   | מַה-בֶּצַע בְּדָמִי, בְּרִדְתִּי אֶל-שָׁחַת:הֲיוֹדְךָ עָפָר; הֲיַגִּיד אֲמִתֶּךָ        | Τίς ὠφέλεια ἐν τῷ αἵματί μου, ἐν τῷ καταβῆναί με εἰς διαφθοράν; μὴ ἐξομολογήσεταί σοι χοῦς ἢ ἀναγγελεῖ τὴν ἀλήθειάν σου; | Quae utilitas in sanguine meo dum descendo in corruptionem numquid confitebitur tibi pulvis aut adnuntiabit veritatem tuam | «Яка користь з моєї крови, з того, що в могилу зійду? Чи буде прославляти тебе порох, чи буде сповіщати твою вірність?» |
| 11   | שְׁמַע-יְהוָה וְחָנֵּנִי; יְהוָה, הֱיֵה-עֹזֵר לִי                       | ἤκουσεν κύριος καὶ ἠλέησέν με, κύριος ἐγενήθη βοηθός μου.                                                                | Audivit Dominus et misertus est mei Dominus factus est adiutor meus                                                        | Почуй, о Господи, і змилуйсь надо мною! Господи, прийди мені на допомогу!                                               |
| 12   | הָפַכְתָּ מִסְפְּדִי, לְמָחוֹל לִי: פִּתַּחְתָּ שַׂקִּי; וַתְּאַזְּרֵנִי שִׂמְחָה           | ἔστρεψας τὸν κοπετόν μου εἰς χορὸν ἐμοί, διέρρηξας τὸν σάκκον μου καὶ περιέζωσάς με εὐφροσύνην,                          | Convertisti planctum meum in gaudium mihi conscidisti saccum meum et circumdedisti me laetitia                             | На танок перетворив ти плач мій: розперезав моє веретище й оперезав мене веселощами,                                    |
| 13   | לְמַעַן, יְזַמֶּרְךָ כָבוֹד-- וְלֹא יִדֹּם:יְהוָה אֱלֹהַי, לְעוֹלָם אוֹדֶךָּ       | ὅπως ἂν ψάλῃ σοι ἡ δόξα μου καὶ οὐ μὴ κατανυγῶ· κύριε ὁ θεός μου, εἰς τὸν αἰῶνα ἐξομολογήσομαί σοι.                      | Ut cantet tibi gloria mea et non conpungar Domine Deus meus in aeternum confitebor tibi                                    | щоб душа моя тобі псалми співала, — не мовчала. Господи, Боже мій, хвалитиму тебе повіки.                               |

## Літургійне використання

#### Юдаїзм
- Цей псалом є частиною щоденних молитов. Його читають перед ранковими молитвами Шахаріт. Він був введений у використання як частина щоденних молитов у XVII столітті.
- Псалом 29 також вважається псаломом свята Хануки.
- Вірш 12 присутній у вечірніх молитвах Маарів.
- Вірш 13 є вступною частиною заключних молитов щоденної ранкової служби.

### Католицька церква
У монастирях цей псалом традиційно виконувався на утренях неділі згідно Статуту Бенедикта, укладеного приблизно 530 AD. 
Під час Літургії годин псалом 29 співають на вечірніх у четвер першого тижня.